# Бычков, Павел Фёдорович
Павел Фёдорович Бычков (2 [14] июля 1844 — 12 октября 1925) — предприниматель, депутат Государственной думы IV созыва от Казанской губернии.

## Биография
Родился в городе Цивильске в семье купца 2-й гильдии Фёдора Гавриловича Бычкова (1810—1890) и его жены Анны Степановны, урождённой Карповой (1817—1902). Выпускник Цивильского уездного училища. В 1864 переехал из Цивильска в Козьмодемьянск. В 1874 году причислен к купцам 2-й гильдии. В 1879 году купил водочный завод, им управлял его брат Яков. Занимался хлеботорговлей. Владелец солодового и пивоваренного заводов. Хозяин кирпичного завода. Имел мукомольную мельницу на реке Арда и ветряную в селе Куликалы. К 1913 году владел оптовым складом пива в Чебоксарах и пивными лавками в городах Чебоксары, Мариинский Посад, сёлах Икково, Тогаево, деревнях Исмели, Кокшамары. Семья Бычковых имела ещё гостиницу и харчевню на Базарной площади Козьмодемьянска.

### Общественная деятельность
- 1872—1912 — гласный городской думы Козьмодемьянска.
- 1875—1877, 1903—1912 — директор Козьмодемьянского городского общественного банка.
- 1877—1895 — городской голова Козьмодемьянска.
- 1881—1896 — почётный мировой судья Козьмодемьянска.
- 1883—1887 — гласный Козьмодемьянского уездного и Казанского губернского земских собраний.
- 1884 — потомственный почётный гражданин.
- 1891 — член Казанского губернского статистического комитета.

Жертвовал деньги на пристройку к Козьмодемьянскому двухклассному училищу. В 1905 году отдал часть своего каменного двухэтажного дома под женскую гимназию. В 1882 году был инициатором открытия первой общественной библиотеки. Построил летний театр, для выступлений актёров из Казани и Нижнего Новгорода. Он пожертвовал значительную сумму на строительство дома престарелых. В 1886 году стал инициатором создания метеостанции.

### Думская деятельность
Губернский выборщик при выборах в Государственные думы 1-го и 2-го созывов.
21 октября 1912 избран депутатом 4-й Государственной думы от общего собрания выборщиков Казанского губернского избирательного собрания. Вошёл в состав думской фракции октябристов, был членом Прогрессивного блока. Состоял в думских комиссиях: по торговле и промышленности, по городским делам, по судебной реформе и другим. В 1916 сложил депутатские полномочия, сославшись на болезнь.

### После Февральской революции
В марте 1918 года на П. Ф. Бычкова была наложена контрибуция в размере 25 тысяч рублей. Были национализированы его кирпичный и пивоваренный заводы, конфискованы дома, принадлежавшие семье Бычковых. Сам П. Ф. Бычков подвергался аресту.

## Семья
- Первая жена (с 1869) — Вера Васильевна, урождённая Замятина (1852—1872), умерла при родах[1].
- Вторая жена (с 1873) — Софья Федоровна, урождённая Климина (1857—1935)[1],
  - дочь — Вера (1874—1901)[1],
  - сын — Михаил (1875—1945)[1],
  - дочь — Анна (1877—1942)[1],
  - дочь — Евгения (1878—1960)[1],
  - дочь — Александра (1878—?)[1],
  - сын — Павел (1880—1921)[1],
  - сын — Николай (1882—1971)[1],
  - дочь — Софья (1886—1943)[1],
  - сын — Геннадий (1892—1957)[1].
- Брат — Яков (1850—1911)[1], был женат на Марии Ивановне, урождённой ? (1860—1932)[2].
- Брат — Пётр (1855—1898)[1].
- Брат — Алексей (?—?)[1].
- Брат — Михаил (?—?)[1].

## Награды
- 1879 — Знак Красного Креста.
- 1880 — Золотая медаль "За усердие" на Станиславской ленте.
- 1884 — Золотая медаль «За усердие» на Аннинской ленте.
- 1884 — Золотая медаль «За усердие» на Владимирской ленте.
- 1891 — Золотая медаль «За усердие» на Александровской ленте.
- 1894 — Золотая медаль «За усердие» на Андреевской ленте.
- 1900 — Орден Святого Станислава 3-й степени.

### Архивы
- Российский государственный исторический архив. Фонд 1278. Опись 9. Дело 112; Фонд 1349. Опись 1. Дело 542.